# ヨセフ・フシュバウエル
ヨセフ・フシュバウエル（チェコ語: Josef Hušbauer、1990年3月16日 - ）は、チェコのサッカー選手。チェコ代表。ポジションはMF。

## クラブ歴
ACスパルタ・プラハの下部組織でサッカーを始めた。2007-08シーズンにFCヴィソチナ・イフラヴァで選手初出場。2008年にFKヴィクトリア・ジシュコフに移籍し、翌年1. FKプシーブラムに期限付き移籍。2010年にFCバニーク・オストラヴァに移籍。
2011年にACスパルタ・プラハに移籍。2015年1月にカリアリ・カルチョに期限付き移籍。ジャンフランコ・ゾラの下2試合に出場したが、ズデネク・ゼーマンに監督が変わるとレンタル移籍は打ち切られた。2015-16シーズンはスターティングメンバーから外れ、半年でフル出場は2試合に止まった。
2015年12月にライバルのSKスラヴィア・プラハに1500万チェコ・コルナで移籍。2018年5月9日にポハール・チェスケー・ポシュスティのタイトルを獲得した。
2020年7月24日、アノルトシス・ファマグスタに2年契約で移籍。

## 代表歴
U-16代表から各年代別代表に選ばれている。
2012年8月15日にウクライナ代表との親善試合でA代表初出場。2014年5月21日のフィンランド代表との親善試合でA代表初得点。